# Eusparassus oculatus
Eusparassus oculatus là một loài nhện trong họ Sparassidae.
Loài này thuộc chi Eusparassus. Eusparassus oculatus được miêu tả năm 1875 bởi Kroneberg.